# Lycée Jaber Ben Hayan
Le lycée Jaber Ben Hayane, anciennement Collège Moderne et Technique de Casa, avant sa nationalisation, est un établissement marocain d'enseignement secondaire et supérieur, situé au quartier commercial Derb Omar à Casablanca.
Les étudiants de ce lycée proviennent de plus d'une centaine de collèges différents de Casablanca et de sa banlieue. Cela est dû surtout à sa localisation stratégique au centre de la ville, ainsi qu'une grande couverture des différents moyens de transport, en plus de sa notoriété.
Dans les milieux des anciens et actuels étudiants, l'établissement est couramment désigné par le sigle JBH. Lycée Chawki

## Matières enseignées

### Principales
- Arabe
- Anglais
- Français
- Mathématiques
- Histoire-géographie
- Sciences de la vie et de la terre
- Physique-Chimie
- Economie
- TQG
- Informatique
- Éducation physique et sportive
- Civilisation islamique
- Philosophie
- arts appliques
- Fabrication Mécanique
- Science d’ingénieur

### Langues vivantes
- Arabe
- Français
- Anglais

## Personnalités
- Rachid Filali Amine, ancien ministre du Secteur Public et de la Privatisation dans le Gouvernement Abderrahmane el-Youssoufi.